# Lodewijk van Heiden
Lodewijk Sigismund Vincent Gustaaf van Heiden (Russisch: Логин Петрович Гейден: Login Petrovitsj Geiden, Grieks: Λογγίνος Χέιδεν) (Den Haag, 6 september 1773 – Reval, 4 oktober 1850) was de enige Nederlandse en Russische zeeheld die van Drentse komaf was en een van de overwinnende admiraals was bij de Slag van Navarino, die de onafhankelijkheid van Griekenland inluidde.
Er wordt wel verondersteld dat hij de Berend Botje uit het bekende kinderliedje Berend Botje ging uit varen zou zijn, waarvan in het Drentse dorp Zuidlaren een beeld staat.

## Jeugd
Van Heiden was de tweede zoon van Sigismund Pierre Alexander, graaf van Heiden, heer van Reinestein en Laarwoud en drost van Drenthe en Maria Frederica, baronesse van Reede. De familie resideerde op de havezate Laarwoud in Zuidlaren. Vader was landdrost van Coevorden en het Landschap Drenthe tot 1795, kamerheer van de Prinses van Oranje Nassau, grootkamerheer van Prins Willem V en drost van Drenthe 1802-1806.
Op negenjarige leeftijd werd hij cadet bij de Hollandse zeemacht en in 1789 kreeg hij de rang van Luitenant ter zee. Tijdens de zes jaren dat hij in actieve dienst bleef maakte hij verschillende reizen naar de overzeese gebiedsdelen. Tijdens de Staatsberoerten van 1795 bleef Lodewijk, naar het voorbeeld van zijn ouders, een trouw Oranjeaanhanger. Hij begeleidde stadhouder Willem V met de boot van Scheveningen naar Engeland. Direct bij zijn terugkeer werd hij gearresteerd en gevangengezet in de Gevangenpoort aan het Buitenhof in Den Haag, een berucht cachot voor zware misdadigers en ander gepeupel, waar tegenwoordig een museum voor martelwerktuigen is gevestigd. Hij onderging vele verhoren, maar weigerde iets los te laten over de overtocht. Na twee maanden kwam een eind aan de gevangenschap door tussenkomst van de Franse generaal Pichegru. Lodewijk vroeg kort daarop ontslag uit de militaire dienst en keerde terug naar Zuidlaren.

## Carrière op zee
Hoewel nog maar 22 jaar oud werd hij al snel door de tsaar van Rusland aangesteld als kapitein-luitenant, bij de Russische admiraliteit. Tot 1803 was de Zwarte Zee zijn operationeel gebied. Hij voldeed aan de verwachtingen en werd al snel bevorderd tot kapitein ter zee tweede klasse. In 1808 werd hij tot de eerste klasse bevorderd en kreeg bevel over het flottielje in Swaeborg in de oorlog tegen Zweden. In 1809 volgde de benoeming tot commandant van het eskader in Nieuw Finland. Het beleg van Danzig leverde hem in 1813 de bevordering tot commodore op.
Lodewijk was intussen getrouwd met de dochter van de Zweedse admiraal d'Akelye, met wie hij vier kinderen kreeg. Lodewijk wilde graag terugkeren naar zijn vaderland, maar de tsaar wist hem door een serie onderscheidingen aan zich te binden. In 1817 werd hij schout-bij-nacht.
In 1826 kreeg Van Heiden het bevel over de vloot die samen met de Engelse en Franse eskaders naar de Middellandse Zee werd gestuurd om de oorlog tussen Turkije en Griekenland te beëindigen. Op 20 oktober 1827 vond een van de belangrijkste zeeslagen van de geschiedenis plaats. De Slag van Navarino leverde een nederlaag op voor de Turks-Egyptische vloot, en de geduchte batterijen van de vesting van Navarino werden vernietigd. Waar Rusland slechts 59 man verloor, bedroegen de verliezen aan Turks-Egyptische zijde op 6000 doden. Lodewijk ontsnapte ternauwernood aan de dood toen het halfdek waar hij zich bevond door een kanonskogel werd verbrijzeld. De overwinning leverde hem de rang van viceadmiraal op en verschillende onderscheidingen. Zijn aanzien steeg ook internationaal: de Grieken zagen hem als hun verlosser van de Turkse overheersing. Zij noemden hem liefkozend baba, vader. In Athene is een zijstraat van het Victorieplein naar Van Heiden genoemd en in 1927 werd hij op een Griekse postzegel vereeuwigd.
Op het hoogtepunt van zijn roem, behangen met veel Europese eretekenen, werd hij teruggeroepen door de tsaar en benoemd tot opperbevelhebber van de Russische vloten en gouverneur van Kronstadt. Lodewijk werd van laag tot hoog geacht en overal waar hij verscheen dwong hij respect af.

## 'Met pensioen'
In 1832 kwam hij voor het laatst terug in zijn geboorteland. Hij werd in Nederland ingehaald als een vorst. Koning Willem I benoemde hem op 26 augustus 1832 tot Commandeur in de Militaire Willems-Orde en stelde hem een gewapende stoomboot ter beschikking waarmee hij belangrijke plaatsen bezocht. Zo bezocht hij ook Zuidlaren waar zijn roem hem vooruit was gesneld. Een erewacht begeleidde de admiraal naar het gemeentehuis en in Laarwoud werd hem een groot feest aangeboden.
Hij bleef nog een tijdje in Zuidlaren, maar kon er zijn draai niet echt vinden. Hij trok zich terug en vereenzaamde. Zo af en toe werd hij nog gezien op het Zuidlaardermeer. Uiteindelijk keerde hij terug naar Reval (het huidige Tallinn). In Reval werd Lodewijk ziek. Hij kreeg oedeem en overleed op 77-jarige leeftijd. Reval werd zijn laatste rustplaats en niet Zuidlaren zoals hij zelf had gewenst.
Uit zijn huwelijk met Anna Maria Akelye zijn de grafelijke takken Van Heiden en Von Heyden in Rusland voortgekomen.
Over zijn begrafenis werd in het Domkerkboek van het jaar 1850 het volgende opgetekend:

In het jaar Een duizend Acht honderd en vijftig (op den vierden October) des middags ten een uder stierf te Reval, zijne Doorluchtighen, de Krijgs Gouverneur van Reval, de oudste Admiraal der Russische Keizerlijke Vloot, Ridder der St. Alexander Newsky, der witte adelaarsorde, der St. Fransorder 1e Klasse, der St. Wladimir-Orde 1e Klasse, der St. George-orde, Grootkruis der Engelsche Bath-orde, der Hollandsche Willemsorde, der Zweedsche Zwaardorde, der Grieksche Verlossers-orde, de Graaf Lodewijk I van Heyden.
Hij is geboren te 's Hage, stierf aan eene lange teering in de ouderdom van Acht en Zeventig jaren, nalatende een weduwe en kinderen. Hij werd met al de hem verschuldigde Eergier den 8en October, op de verjaardag van de Slag van Navarino, in de Ridder- en Domkerk bijgezet. Op den 9en October, dewijl geen Gereformeerd Predikant te Reval is, door den ondergeteekenden Kerkelijk ingezegend en daarna op het Kerkhof te Zierxks Kappel ter aarde besteld.
Nog bemerk ik dat de uitgelatene dag van het overlijden (de vierde October) door mij zelve is overgeschreven.
Sub Sede pastorale, Reval den 9en January 1851.
(geteekend) Ds. Ghristian Rein
Esthlandsche Generaal Superintendent
Hoofdpredikant by de Ridder-Domkerk te Reval.

## Onderscheidingen
- Commandeur in de Militaire Willems-Orde op 26 augustus 1832
- Ridder in de Alexander Nevski-Orde met Diamanten
- Orde van de Witte Adelaar
- Orde van Frans I, 1e Klasse
- St. Wladimir-Orde, 1e Klasse[1]
- Orde van het Zwaard
- Orde van de Verlosser
- Grootkruis in de Orde van Sint-Anna[1]
- Gouden erendegen[1]

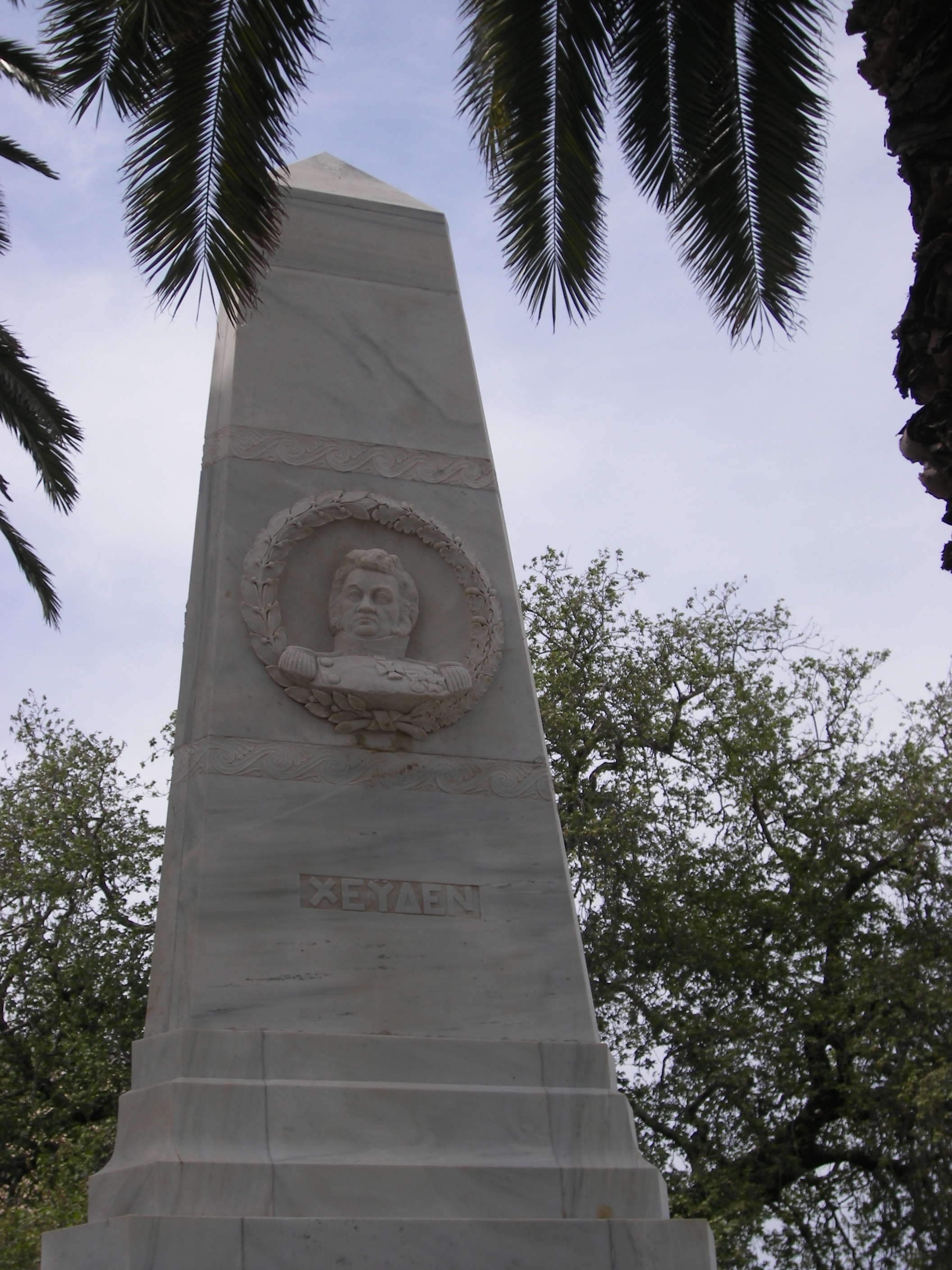
Monument in Pylos Slag van Navarino
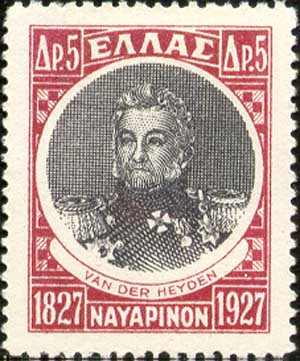
Postzegel

## Varia
In Zuidlaren is de koffiebar Lodewijk vernoemd naar Lodewijk van Heiden (Berend Botje). In het etablissement hangt een schilderij met de zeeslag bij Navarino waar van Heiden een van de leidinggevend admiraals was.